# Municipio de Pleasant (condado de Lincoln, Kansas)
El municipio de Pleasant (en inglés: Pleasant Township) es un municipio ubicado en el condado de Lincoln en el estado estadounidense de Kansas. En el año 2010 tenía una población de 413 habitantes y una densidad poblacional de 4,43 personas por km².

## Geografía
El municipio de Pleasant se encuentra ubicado en las coordenadas 39°00′00″N 98°26′19″O / 39.00000, -98.43861. Según la Oficina del Censo de los Estados Unidos, el municipio tiene una superficie total de 93.28 km², de la cual 93,27 km² corresponden a tierra firme y (0,01 %) 0,01 km² es agua.

## Demografía
Según el censo de 2010, había 413 personas residiendo en el municipio de Pleasant. La densidad de población era de 4,43 hab./km². De los 413 habitantes, el municipio de Pleasant estaba compuesto por el 98,31 % blancos, el 0,48 % eran amerindios, el 0,24 % eran de otras razas y el 0,97 % eran de una mezcla de razas. Del total de la población el 1,21 % eran hispanos o latinos de cualquier raza.